# Fokker F.IX
Fokker F.IX byl nizozemský hornoplošný dopravní letoun vyráběný firmou Fokker. První let se uskutečnil 23. srpna 1929. Vznikl ve snaze aby aerolinky KLM obdržely vhodné letadlo pro lety do Batavie v tehdejší Nizozemské Východní Indii.

## Vznik a vývoj
F.IX byl třímotorový hornoplošník konvenční konfigurace se záďovým podvozkem. Křídla jsou dřevěná a trup ze svařovaných ocelových trubek potažený plátnem. Když byl letoun v roce 1930 představen na mezinárodním Salon de l'Aéronautique v Paříži-Le Bourget obdržel zde cenu veřejnosti Grand Prix de Comfort et d'Elegance d'Avions de Transport.
Československý výrobce letadel Avia zakoupil licenci na výrobu bombardérů založených na tomto typu pro Československé letectvo, když se ukázalo, že typ F.VII (který již Avia vyráběla v licenci) je pro takovou roli příliš malý. Vznikl tak typ Avia-Fokker F-IX.

## Historie nasazení

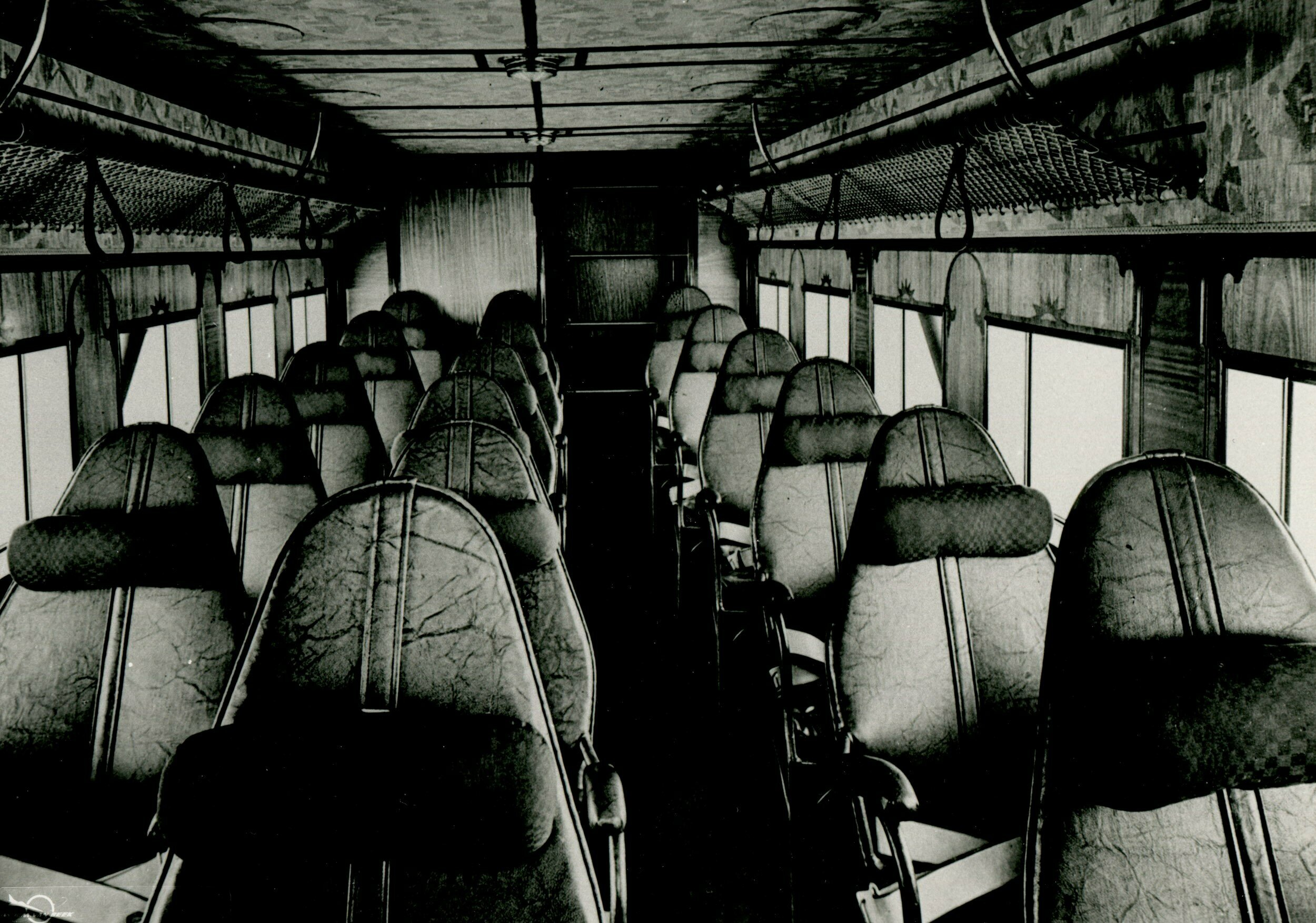
Kabina cestujících.

Již v roce 1925 Albert Plesman, tehdejší ředitel KLM, požádal Anthony Fokkera, aby postavil většího nástupce Fokkeru F.VII. Protože Fokker věděl, že KLM bude pravděpodobně jediným velkým zákazníkem - mluvilo se o objednávce více než 10 kusů - měl Plesman zásadní vliv na konstrukci letadla. Naneštěstí pro Fokkera nebyl rok 1929 jen rokem představení F.IX, ale také rokem krachu na burze v New Yorku a následné globální ekonomické krize. Kvůli špatnému ekonomickému klimatu, ve kterém se v té době nacházely, zakoupily KLM jen dva kusy F.IX. Přestože KLM nechala navrhnout F.IX pro trasu do Batavie, vzhledem k malému počtu strojů, které nyní měla, nebylo logisticky vhodné používat letouny na této lince. Oba vyrobené F.IX letěly do Nizozemské východní Indie pouze jednou a poté již sloužily pouze v Evropě. Jeden ze dvou letounů KLM, imatrikulace PH-AFK, byl odepsán po havárii 4. srpna 1931, krátce po startu z letiště Waalhaven. Druhý, PH-AGA Adelaar (Orel), létal na lince Amsterdam–Londýn až do roku 1936, kdy byl prodán španělským republikánům, aby po úpravách sloužil jako bombardér ve španělské občanské válce. Po jejím skončení byl převzat frankistickými silami, které jej zařadily do výzbroje Gruppo 45.

## Varianty

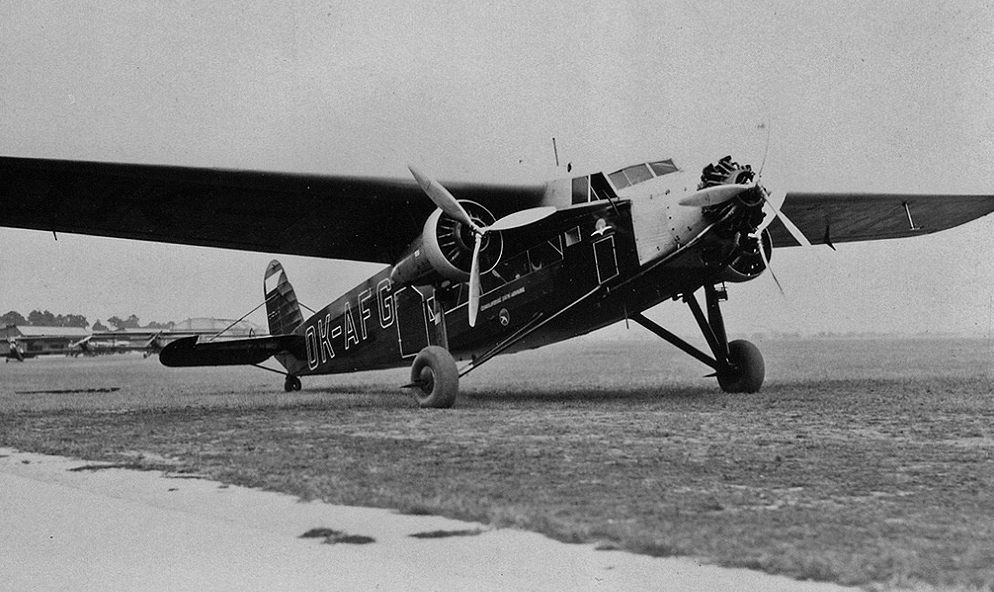
Avia F-IXD ve službách ČSA

### Fokker
- F.IX – třímotorový dopravní letoun pro KLM, vzniklý v počtu 2 kusů

### Avia
- Avia F-IX:
  - F-IX – bombardér s motory Walter Jupiter VI, 12 letounů pro Československé letectvo - 2 z nich později přestavěny na dopravní letouny (v. č. 9 a 12)
  - F-39 – bombardovací varianta F-IX pro Jugoslávské královské letectvo s motory Gnome-Rhône Jupiter o výkonu 412 kW/560 k, 2 letouny
  - F-IXD – dopravní verze pro Československé státní aerolinie s motory Walter Pegas II-M2, 2 letouny

## Uživatelé
- Nizozemsko
  - KLM
- Španělská republika
  - Letectvo Španělské republiky
- Španělský stát
  - Španělské letectvo

## Specifikace (F.IX)
Údaje dle:

### Technické údaje
- Osádka: 4–5 (pilot, kopilot, radista a max. 2 palubní technici)
- Kapacita: 20 cestujících
- Rozpětí: 89 ft 1 in (27,15 m)
- Délka: 63 ft 4 in (19,30 m)
- Výška:
- Nosná plocha:
- Hmotnost prázdného letounu: 12 015 lb (5 450 kg)
- Maximální vzletová hmotnost: 19 840 lb (9 000 kg)
- Pohonná jednotka: 3 × vzduchem chlazený hvězdicový devítiválec Gnome-Rhône 9A
  - Výkon pohonné jednotky: 3 × 480 hp (360 kW)

### Výkony
- Maximální rychlost:
- Cestovní rychlost: 107 mph (172 km/h)
- Dostup:
- Stoupavost:
- Dolet: 715 mi (1 151 km)